# Santa Maria delle Anime del Purgatorio ad Arco
Koordinaten: 40° 51′ 2,1″ N, 14° 15′ 20,5″ O

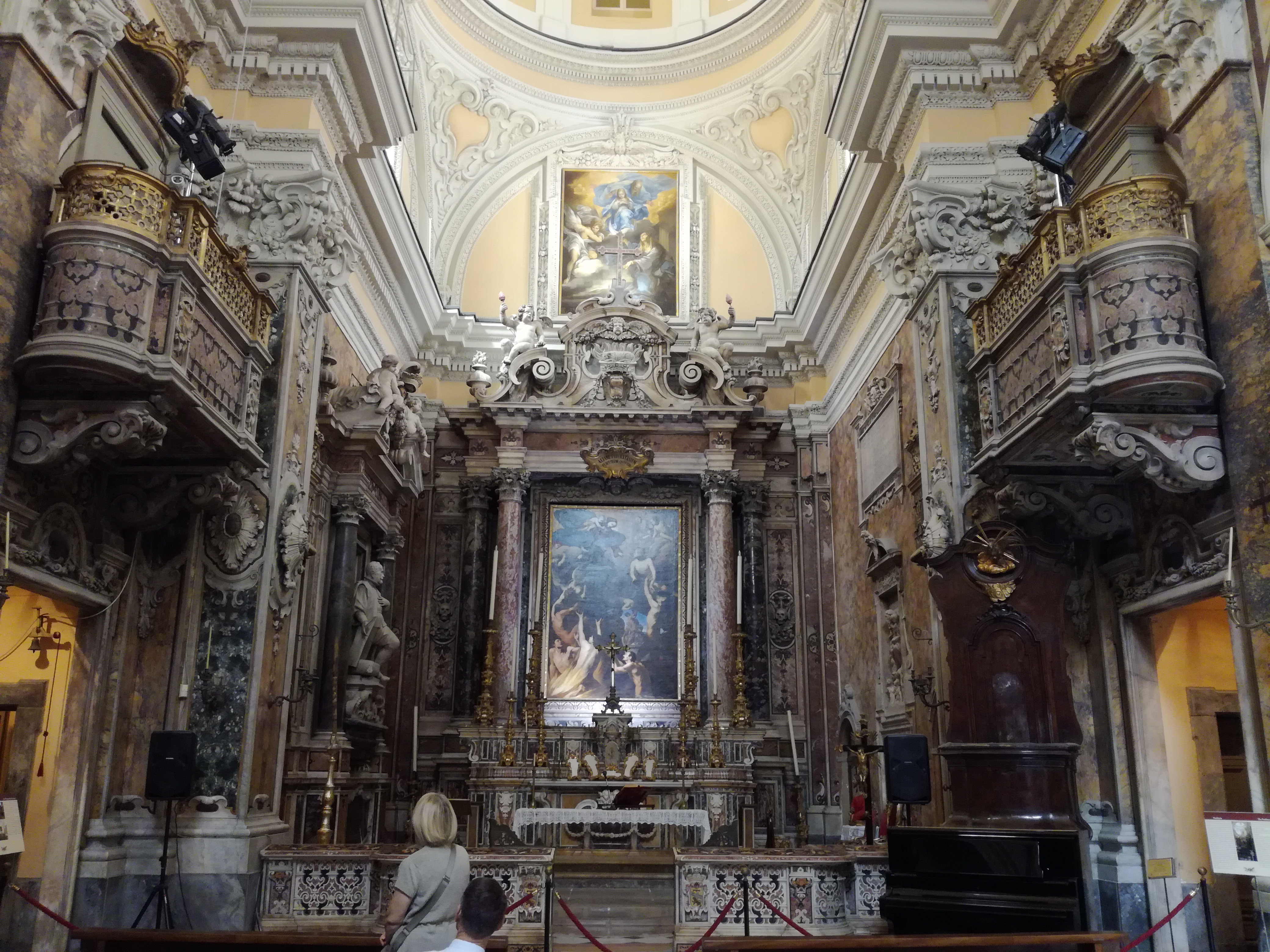
Apsis der Kirche

Santa Maria delle Anime del Purgatorio ad Arco (italienisch: „Heilige Maria der Seelen im Purgatorium bei Arco“) ist ein religiöser Gebäudekomplex mit Kirche, Hypogäum und Museum (Museo dell’Opera Pia Purgatorio ad Arco) im historischen Stadtzentrum von Neapel, das zum Weltkulturerbe der UNESCO gehört. Die Kirche ist ein bedeutendes Werk des neapolitanischen Barock und in der Bevölkerung als „chiesa de’ ’e cape ’e morte“ („Kirche der Totenköpfe“) bekannt; sie liegt an der Via dei Tribunali und wird seit 2010 von der Associazione Progetto Museo betreut (Museum und Ipogeo schon seit 2001).

## Geschichte
Die Bruderschaft Opera Pia del Purgatorio ad Arco wurde 1605 von verschiedenen Personen aus dem neapolitanischen Adel gegründet mit dem Ziel barmherziger Werke und dem Schwerpunkt von Begräbnissen für arme und mittellose Menschen. Zu den Hauptverantwortlichen gehörten insbesondere die Brüder Geronimo und Francesco Mastrillo. 1616 entschloss sich die Vereinigung zum Bau einer Kirche und erteilte den Auftrag an den Architekten Giovan Cola di Franco; später übernahm Giovan Giacomo Di Conforto die Bauleitung.
Es gibt verschiedene Thesen, woher der Beiname „ad Arco“ (bei Arco) stammt. Die eine besagt, dass er von der sogenannten Torre d’Arco (Turm von Arco) kommt, die ursprünglich an der Kreuzung der via Nilo und der via Atri im decumano maggiore stand. Es handelte sich um einen Turmbau aus Antike oder Mittelalter, der an allen vier Seiten offen war, und wo der sogenannte Seggio d’Arco seinen Sitz hatte, eine Unterabteilung eines der Sedili von Neapel, und zwar desjenigen vom Stadtbezirk Nilo. Das Stadtviertel um den Turm wurde als regio de arcu cabredato bezeichnet. Die Torre d’Arco wurde im 16. Jahrhundert abgerissen. Eine andere These äußerte Giulio Cesare Capaccio, der meinte, der Zusatz „ad Arco“ würde sich auf den Sitz der sogenannten „arconti“ beziehen, Beamten der antiken griechischen Polis.

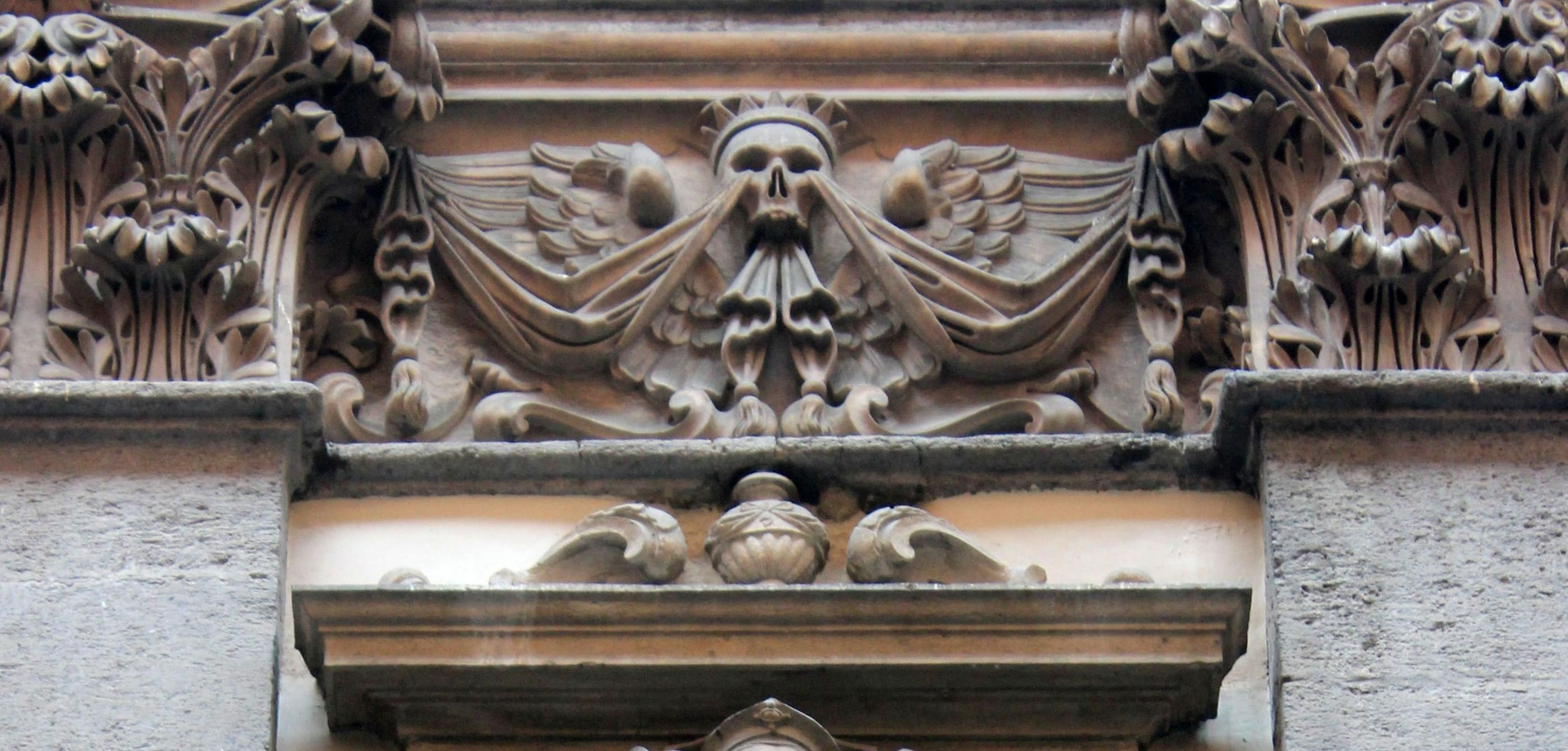
Detail der Stuckdekoration der Fassade

Die Weihe der Kirche erfolgte 1638. Es waren von vornherein zwei Ebenen vorgesehen: eine Oberkirche und darunter ein Ipogeo (Hypogäum) mit einem unterirdischen Friedhofsbezirk, der symbolisch das Purgatorium verkörpert.
Die Sorge um die Seelen im Purgatorium war einer der Hauptpunkte der neuen Kirche und die gesamte Dekoration sollte die Passanten und Gläubigen daran erinnern, „dass die Seelen auf Gebete und Fürbitten warteten, um sich vom Feuer des Purgatoriums zu befreien und zum Paradies aufzusteigen“ („che le anime attendevano una preghiera in suffragio per potersi liberare dal fuoco del Purgatorio e ascendere al Paradiso“).
In Kirche und Unterkirche entstand sehr bald ein wahrer Kult um die sogenannten „anime pezzentelle“ (von lateinisch: petere = bitten, sich an jemanden wenden), anonyme oder verlassene „arme Seelen“, für die man Gebete und Fürbitten um Linderung der Strafen zum Himmel schickte. In der neapolitanischen Volksfrömmigkeit wurde es üblich, einen der namenlosen Schädel im Ipogeo auszuwählen, stellvertretend für eine der Seelen im Purgatorium, und sich um diesen zu kümmern. Personen, die eine der armen Seelen „adoptiert“ hatten, baten diese um Vermittlung, Gnade und Beistand. Es wurden kleine Altäre errichtet, Schädel wurden auf Kissen gebettet, Kerzen aufgestellt, Blumen, kleine Geschenke oder Gaben dargebracht, Botschaften oder Briefe hinterlegt. Einer der beliebtesten Schädel war derjenige der Lucia mit einem Brautschleier und einem Kranz – es handelte sich um eine junge Adelige, die plötzlich nach der Hochzeit verstorben war. Sie erhielt im Hypogäum einen kleinen Altar als „Beschützerin der Bräute und Vermittlerin von Gebeten und Fürbitten“.
Der Kult um die armen Seelen und die Totenköpfe in der Kirche delle Anime del Purgatorio ad Arco überlebte und überstand Kriege und Hungersnöte und stand noch im 20. Jahrhundert so sehr in Blüte, dass Kardinal Ursi ihn 1969 verbot, weil es „allzu verbreitet war sich an die Reste anonymer Toter zu wenden, statt an die Heiligen“ der Kirche. Trotzdem ist der Kult auch heute noch nicht erloschen.
Nach dem Erdbeben von Irpinia 1980 mussten die beiden Kirchen geschlossen werden, sie wurden nach einer mehrjährigen Restaurierung und Stabilisierung 1992 wieder geöffnet.

## Oberkirche

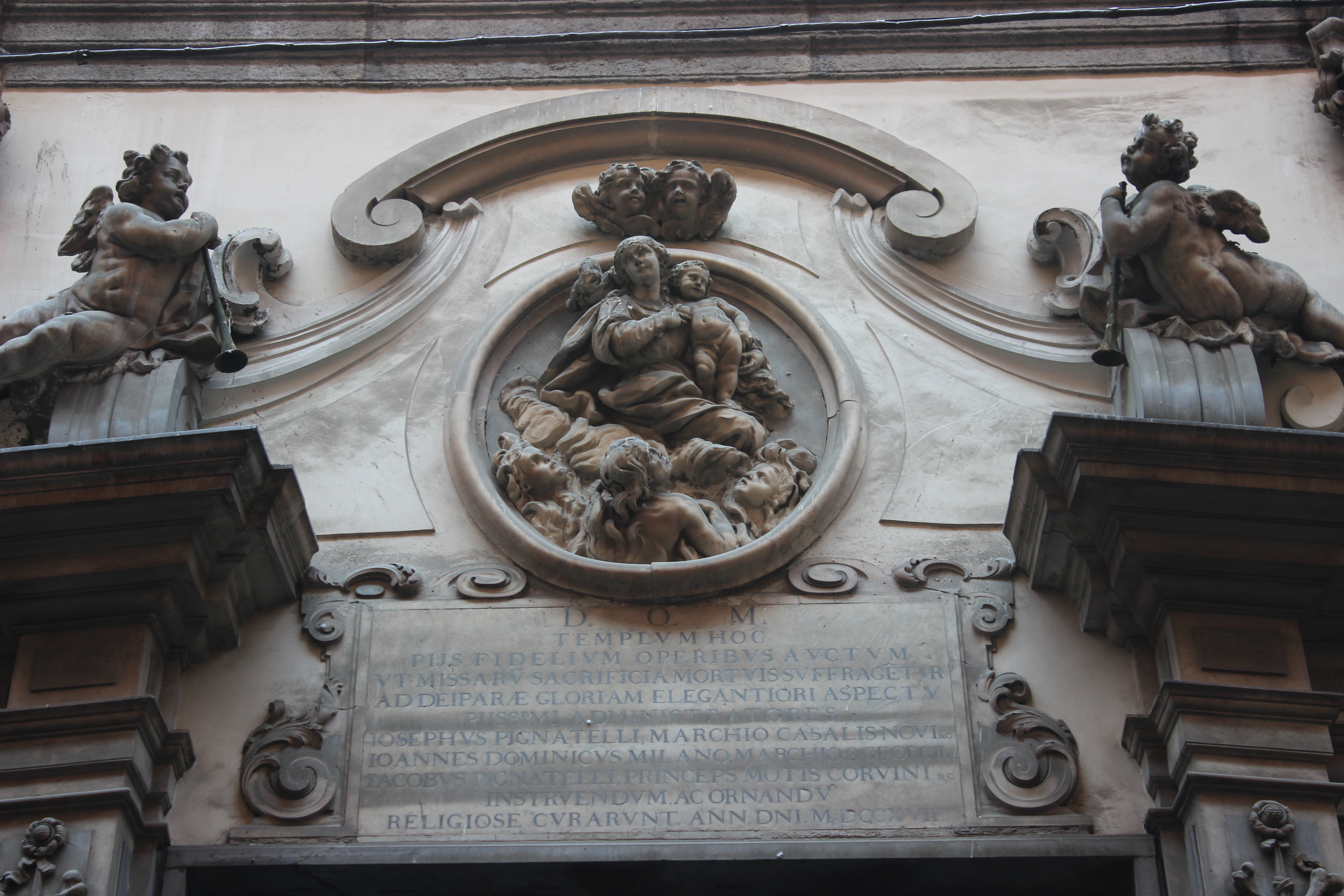
Madonna mit den Seelen des Purgatoriums über dem Portal

Die Fassade der Kirche mit ihren Pilastern aus dunkelgrauem Piperno ist reich mit barockem Stuck verziert, der deutlich die Bestimmung der Kirche als Begräbnisort verrät, so sind direkt am Portal links und rechts gekreuzte Knochen, und zwischen den korinthischen Kapitellen geflügelte und gekrönte Totenschädel abgebildet. Ähnliches gilt für den ziegelroten Stuckfries unter dem Gesims. Über dem Portal zwischen Engelsfiguren erscheint in einem runden Medaillon ein Bas-Relief mit einer lieblichen Darstellung der Madonna mit den Seelen des Purgatoriums, sie wird Cosimo Fanzago zugeschrieben.

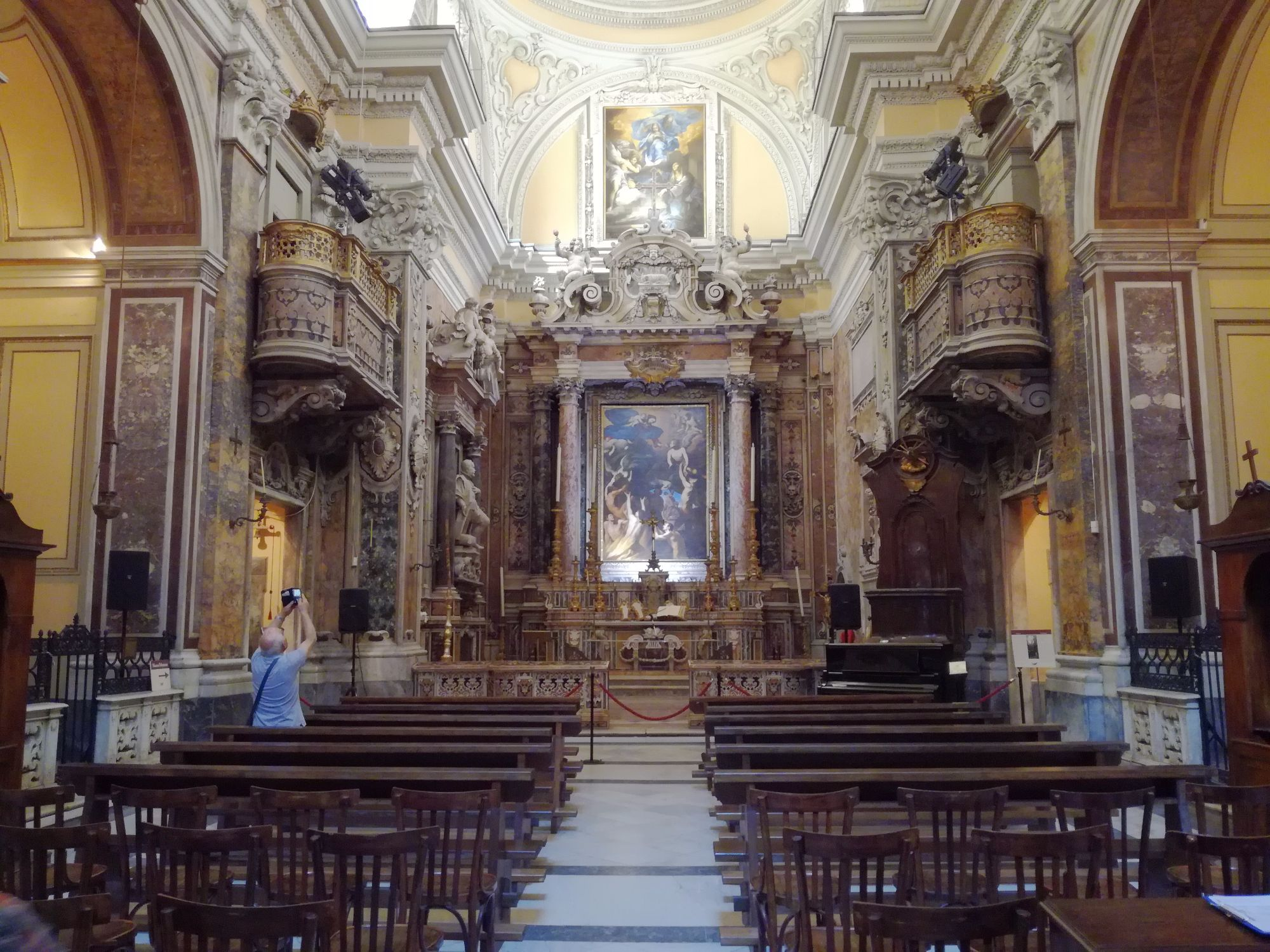
Innenraum der Kirche

Auch die Dekoration des Innenraums und der Sakristei, die liturgischen Geräte, das gesamte Bildprogramm erinnert an das Thema des Fegefeuers und des Todes. Der Kirchenraum ist einschiffig mit jeweils 4 Seitenkapellen rechts und links.
Chor und Apsis sind ein Werk von Dionisio Lazzari, mit polychromem Marmor- und Stuckdekor in den Hauptfarben Altrosa, Grau und Schwarz; die Seitenwände des Chorraums sind mit goldgelb gewölktem Marmor verkleidet.
Das Altargemälde des Hauptaltars ist ein Meisterwerk von Massimo Stanzione: die Madonna der Seelen im Fegefeuer (1638–1642), daneben zu beiden Seiten am Marmorrahmen geflügelte Totenschädel von Dionisio Lazzari. Das Ganze wird bekrönt von Giacomo Farellis Gemälde Die heilige Anna übergibt die kindliche Jungfrau Maria dem ewigen Gottvater (1670).
An der linken Seitenwand der Apsis befindet sich das Grabmal von Giulio Mastrillo, eines der Hauptauftraggeber der Kirche, der so dargestellt ist, als wenn er vor der Madonna von Stanzione kniet. Es wurde von Andrea Vaccaro entworfen und von Andrea Falcone ausgeführt (1672).
Von den Gemälden der Seitenkapellen stechen hervor: Der Erzengel Michael erschlägt den Dämonen (1650) von Girolamo De Magistro, in der ersten Kapelle links, und „Der Tod des heiligen Joseph“ (1650–1651) von Andrea Vaccaro, in der dritten Kapelle links. Das Altarbild in der dritten Kapelle rechts „Tod oder Ekstase des Sant’Alessio“ ist ein Jugendwerk (1661) von Luca Giordano.

## Ipogeo
Durch eine Öffnung im Fußboden der Oberkirche steigt man über steile Treppen in die Unterkirche herab, die als einer der berühmtesten Orte von Neapel gilt („uno dei luoghi più celebri della città“). Sie hat ähnliche Dimensionen wie die Oberkirche, wurde jedoch im Kontrast zu deren reicher Ausstattung ganz bewusst schlicht gehalten. Mitte des 18. Jahrhunderts bekam sie eine Dekoration aus Maiolica, auf der Schädel und Knochen sowie florale Motive abgebildet sind und die von Giuseppe Barberio ausgeführt wurde. In der Mitte befindet sich ein anonymes Grab, das von Ketten umgeben ist. Ein mit Totenschädeln „dekorierter“ Gang führt zu einem Ossarium und auch zu dem kleinen Altar mit dem volkstümlich verehrten Haupt der Lucia. Ein Ort mit geweihter Erde (Terra Santa) war den Mitgliedern der Kongregation del Purgatorio ad Arco vorbehalten.

## Museum
Zum Museo dell’Opera gehören neben dem Hypogäum auch die Sakristei und das Oratorio dell’Immacolata, es sind außerdem Gemälde des 17. bis 19. Jahrhunderts und andere Gegenstände, wie Messgewänder, liturgische Objekte aus Silber und Manuskripte ausgestellt. Zur Sammlung gehört eine sehr gute Kopie aus dem 17. Jahrhundert von der berühmten Madonna della Purità von Luis de Morales, dessen Original sich im Theatinerkonvent von San Paolo Maggiore befindet.

## Einzelanmerkungen
1. 1 2 3 4 5 6 7 8 9 10 11 12 13 14 15 16 17 18 19 20 21 22 23 24  Website des Complesso museale Santa Maria delle Anime del Purgatorio ad Arco online, zuletzt eingesehen am 25. Oktober 2018
2. 1 2 3 4 5 6  Loredana Gazzara: Napoli. Mondadori Electa, Mailand 2007, S. 76
3. ↑  Bartolommeo Capasso: La torre di Arco e la casa del Pontano in Napoli, in: Strenna Giannini, anno IV, Neapel, 1892
4. ↑  Riccardo Filangieri di Candida Gonzaga: Il tempietto di Gioviano Pontano, in: Atti dell’Accademia Pontaniana, LVI, Serie II, XXXI, 1926
5. ↑  Giulio Cesare Capaccio: Historia neapolitana, libro I, Neapel, 1607
6. ↑  Napoli e d’intorni, Touring Club Italiano, Mailand 2007, S. 196
7. 1 2 3 4 5  Napoli e d’intorni, Touring Club Italiano, Mailand 2007, S. 197
8. ↑  Eduardo Nappi: „La chiesa delle Anime del Purgatorio ad Arco a Napoli nei secoli XVII e XVIII“, in: “Ricerche sul ‘600 napoletano”,1996-1997, S. 155–176